# Albrecht Altdorfer

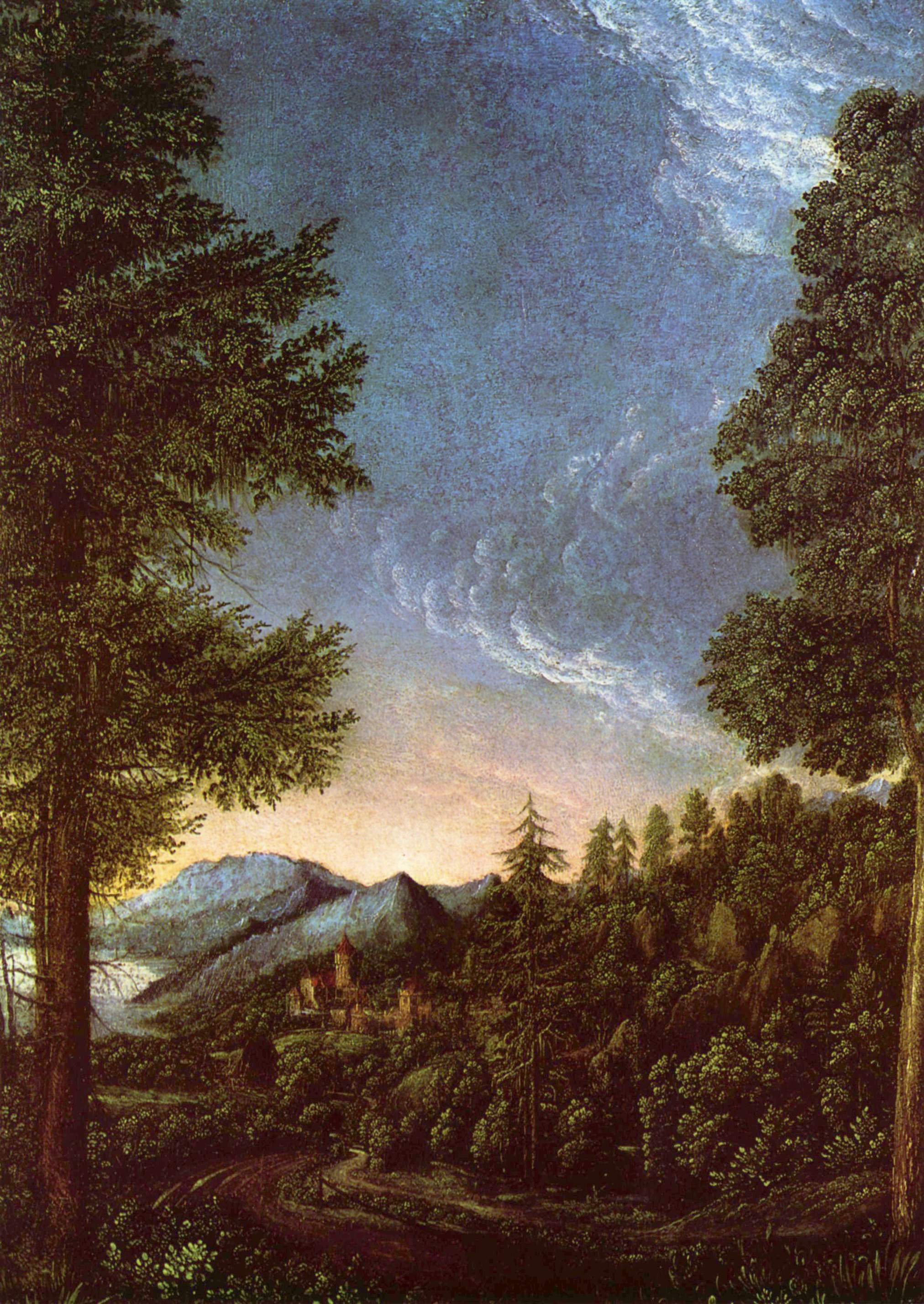
Donaulandschap bij Regensburg (perkament op hout, 30 x 22 cm), Alte Pinakothek, München

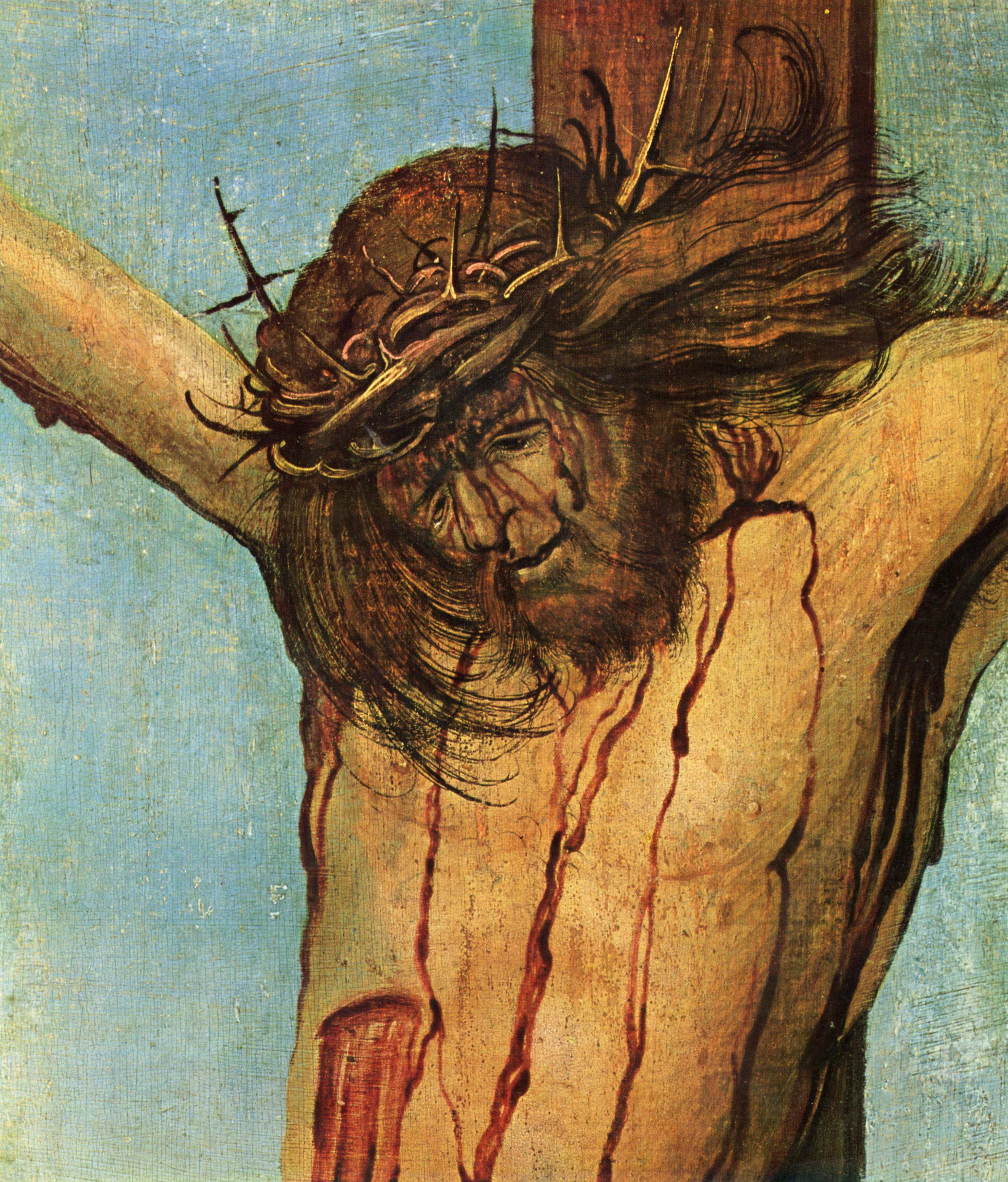
Christus aan het kruis met Maria en Johannes (detail), ca. 1512, Gemāldegalerie Alte Meister, Kassel

Albrecht Altdorfer (bij Regensburg, circa 1480 — aldaar, 2 februari 1538) was een kunstschilder in Zuid-Duitsland en een tijdgenoot van Albrecht Dürer. Hij geldt als de belangrijkste vertegenwoordiger van de Donau-school. Naast schilder, was hij ook etser en architect. Tevens was hij een prominent raadslid in Regensburg.
Over het leven van Altdorfer is weinig bekend. Men denkt dat hij leerling geweest is in een atelier voor miniaturisten, omdat zijn vroegste werk aan deze techniek herinnert. In elk geval is Altdorfer beïnvloed door Lucas Cranach de Oude en door Max Reichlich. Altdorfer verkreeg in 1505 het burgerrecht van Regensburg en werd daar raadslid. In 1526 werd hij er benoemd tot stadsbouwmeester. Hij wilde echter geen burgemeester worden, omdat hij zich aan de schilderkunst wilde wijden.

## Schilderstijl
Altdorfer schilderde vooral landschappen en mythologische voorstellingen; het meest beroemd zijn de landschappen, die hij schilderde om hun schoonheid en niet als illustratie bij een verhaal. Altdorfer kan zo gezien worden als de eerste landschapsschilder uit de Noordelijke renaissance. Zelfs in de meeste van zijn religieuze schilderijen speelt het landschap een grote rol.

## Musea
Werken van Albrecht Altdorfer bevinden zich in diverse musea, onder andere:
- Gemäldegalerie in Berlijn
- Kunsthistorisches Museum in Wenen
- Louvre in Parijs
- Alte Pinakothek in München
- Hermitage in Sint-Petersburg